# عبد الرحمن السند
الشيخ عبد الرحمن بن عبد الله بن محمد السند هو الرئيس العام لهيئة الأمر بالمعروف والنهي عن المنكر في السعودية، عُيِّنَ في 29 يناير 2015، كان يشغل سابقًا منصب مدير الجامعة الإسلامية بالمدينة المنورة، وحاصل على الدكتوراه في الفقه المقارن بتقدير ممتاز مع مرتبة الشرف من جامعة الإمام محمد بن سعود الإسلامية، وكانت الرسالة بعنوان «أحكام تقنية المعلومات».

## الخبرات العملية
- مدير الجامعة الإسلامية بالمدينة المنورة حتى صدور أمر تعيينه رئيساً لهيئة الأمر بالمعروف والنهي عن المنكر.
- عميد المعهد العالي للقضاء حتى تاريخ 15-11-1434هـ.
- مؤسس وعميد عمادة التعليم عن بعد بجامعة الإمام محمد بن سعود الإسلامية (1428 - 1433 هـ).
- رئيس قسم الفقه المقارن بالمعهد العالي للقضاء بجامعة الإمام محمد بن سعود الإسلامية (1428 - 1433 هـ).
- عضو هيئة التدريس بقسم الفقه المقارن بالمعهد العالي للقضاء بجامعة الإمام محمد بن سعود الإسلامية إلى تاريخ 15-11-1434هـ.
- نائب رئيس المجلس الاستشاري واللجنة العليا للتطوير فيه.
- أستاذ كرسي الشيخ سعد بن عبد الله بن غنيم لدراسات تقنين وتدوين الأحكام الشرعية.
- خبير في مجمع الفقه الإسلامي الدولي.
- عضو مجلس إدارة الجمعية العلمية القضائية السعودية.
- رئيس هيئة تحرير مجلة «قضاء»، وعضو هيئة تحرير مجلة العلوم الشرعية.
- عضو مجلس إدارة الجمعية العلمية السعودية الفقهية الطبية، وعضو مجلس إدارة مركز التميز البحثي للقضايا الفقهية المعاصرة.
- عضو في عدد من اللجان الخاصة بإعداد الأنظمة في بعض الأجهزة الحكومية.
- عضو باللجنة العلمية لجائزة الأمير نايف بن عبد العزيز للسنة النبوية.
- عضو مجلس إدارة مجمع الملك فهد لطباعة المصحف الشريف.
- عضو مجلس منطقة المدينة المنورة.
- عضو مجلس أمناء مؤسسة المدينة المنورة الخيرية لتنمية المجتمع.
- عضو مجلس المعهد العالي للقضاء بجامعة الإمام محمد بن سعود الإسلامية.
- عضو اللجنة العليا لتطوير المعهد العالي للقضاء بجامعة الإمام محمد بن سعود الإسلامية.
- عضو اللجنة العليا للإشراف على التعليم عن بعد بجامعة الإمام محمد بن سعود الإسلامية.[3]

## المؤهلات العلمية
- بكالوريوس من جامعة الإمام محمد بن سعود الإسلامية عام 1418 هـ من كلية الشريعة.
- ماجستير من جامعة الإمام محمد بن سعود الإسلامية عام 01/01/1420 هـ في الفقه المقارن بتقدير ممتاز مع مرتبة الشرف.
- دكتوراه من جامعة الإمام محمد بن سعود الإسلامية في الفقه المقارن بتقدير ممتاز مع مرتبة الشرف والرسالة بعنوان «أحكام تقنية المعلومات».
- بكالوريوس من جامعة الملك سعود عام 1410 هـ في الحاسب الآلي.

## الإنتاج العلمي
- بحث في الأحكام الفقهية والقانونية للبرامج مفتوحة المصدر.
- بحث في إبرام العقود بالوسائل الإلكترونية.
- مقدم إلى المؤتمر العلمي الأول حول الجوانب القانونية والأمنية للعمليات الإلكترونية بمدينة دبي.
- بحث في الأطر العامة لأحكام تقنية المعلومات.
- مقدم إلى ورشة العمل الثالثة في مشروع الخطة الوطنية لتقنية المعلومات بمدينة الرياض.
- بحث في أحكام الملكية الفكرية في الشريعة الإسلامية.
- مقدم إلى الندوة الأولى للملكية الفكرية في وزارة الإعلام بالمملكة العربية السعودية.
- بحث في الخلايا الجذرية.
- آراء العلماء والمجامع الفقهية.
- المشاركة بورقة عمل عن الأحكام الشرعية لأمن المعلومات.
- مقدمة للمنتدى الثاني لأمن المعلومات الذي نظمته رئاسة الحرس الوطني.
- بحث في حجية الوثيقة الإلكترونية.
- منشور في مجلة العدل.
- بحث في الضوابط الشرعية للعمليات التجميلية.
- منشور في مجلة البحوث الفقهية المعاصرة.
- كتاب مسائل فقهية معاصرة.
- كتاب الأحكام الفقهية للتعاملات الإلكترونية.
- كتاب الشهادة بالاستفاضة وتطبيقاتها القضائية.
- كتاب الدين النصيحة.

## الأعمال الإدارية
| - رئيس تحرير مجلة قضاء. - مجلة علمية محكمة تصدر عن الجمعية العلمية السعودية القضائية (قضاء). - رئيس اللجنة العليا للقياس والتواصل الدولي. - بجامعة الإمام محمد بن سعود الإسلامية. - عضو اللجنة العليا للقياس والتواصل الدولي. - بجامعة الإمام محمد بن سعود الإسلامية. - رئيس الهيئة الشرعية بمؤسسة الراجحي للتجارة سابقا. - رئيس الهيئة الشرعية بمؤسسة الراجحي للتجارة سابقا. - الإشراف والمناقشة لعدد من رسائل الماجستير والدكتوراة. - حاصل على عديد من الدورات المتخصصة في مجال الحاسب الآلي. - قواعد البيانات - أنظمة المعلومات الجغرافية. - الإشراف على نظام المعلومات الجغرافية. - وكالة وزارة الداخلية لشؤون المناطق. - عضو التوعية الإسلامية في الحج. - مبعوث وزارة الشؤون الإسلامية. - مبعوث وزارة الشؤون الإسلامية إلى ماليزيا عام 1421 هـ. - المشاركة بالتدريس في الدورة الشرعية. - المشاركة بالتدريس في الدورة الشرعية التي أقامتها جامعة الإمام محمد بن سعود الإسلامية بكوريا الجنوبية عام 1423 هـ. - المشاركة بالتدريس في الدورة الشرعية. - المشاركة بالتدريس في الدورة الشرعية التي أقامتها جامعة الإمام محمد بن سعود الإسلامية باتراليا عام 1423 هـ. | - المشاركة بالتدريس في الدورة الشرعية. - المشاركة بالتدريس في الدورة الشرعية التي أقامتها جامعة الإمام محمد بن سعود الإسلامية بقرقيزيا عام 1422 هـ. - القيام بتدريس مواد الفقه والمعاملات المالية المعاصرة والمرافعات الشرعية والمقاصد الشرعية. - القيام بتدريس مواد الفقه والمعاملات المالية المعاصرة والمرافعات الشرعية والمقاصد الشرعية بالمعهد العالي للقضاء. - إلقاء المحاضرات في أحكام التعامل الإلكتروني. - الحلقات العلمية المخصصة لأصحاب الفضيلة القضاة والتي يعقدها المعهد العالي للقضاء فصليا بناء على الموافقة السامية. - عضو مجلس المعهد العالي للقضاء. - عضو مجلس المعهد العالي للقضاء بجامعة الإمام محمد بن سعود الإسلامية. - عضو اللجنة العليا لتطوير المعهد العالي للقضاء. - عضو اللجنة العليا لتطوير المعهد العالي للقضاء بجامعة الإمام محمد بن سعود الإسلامية. - عضو اللجنة العليا للإشراف على التعليم عن بعد. - عضو اللجنة العليا للإشراف على التعليم عن بعد بجامعة الإمام محمد بن سعود الإسلامية. - رئيس اللجنة العلمية للانتساب المطور. - رئيس اللجنة العلمية للانتساب المطور بجامعة الإمام محمد بن سعود الإسلامية. - عضو اللجنة الدائمة المشرفة على التعليم عن بعد. - عضو اللجنة الدائمة المشرفة على التعليم عن بعد بجامعة الإمام محمد بن سعود الإسلامية. - عضو اللجنة الدائمة للتطوير والتخطيط. | - عضو اللجنة الدائمة للتطوير والتخطيط بجامعة الإمام محمد بن سعود الإسلامية. - عضو الجمعية الفقهية السعودية. - عضو فريق عمل أحكام في المعلوماتية. - عضو فريق عمل أحكام في المعلوماتية بمشروع الخطة الوطنية لتقنية المعلومات. - عضو لجنة إعداد نظام التواقيع الإلكترونية. - عضو لجنة إعداد نظام التواقيع الإلكترونية بمدينة الملك عبد العزيز للعلوم والتقنية. - عضو لجنة إعداد نظام التجارة الإلكترونية بوزارة التجارة. - عضو لجنة إعداد نظام التجارة الإلكترونية بوزارة التجارة. - الخبير بمجمع الفقه الإسلامي الدولي. - المستشار الشرعي لشركة العلم لأمن المعلومات. - إعداد ومراجعة وتوثيق وتصحيح العقود في مجال تقنية المعلومات. - وكيل قسم السياسة الشرعية سابقا. - وكيل قسم السياسة الشرعية بالمعهد العالي للقضاء. - رئيس قسم الفقه المقارن. - رئيس قسم الفقه المقارن بالمعهد العالي للقضاء بجامعة الإمام محمد بن سعود الإسلامية. - عميد عمادة التعليم عن بعد. - عميد عمادة التعليم عن بعد بجامعة الإمام محمد بن سعود الإسلامية. - عضو هيئة التدريس بقسم الفقه المقارن. - عضو هيئة التدريس بقسم الفقه المقارن بالمعهد العالي للقضاء. |